# Saladar y Leche
Saladar y Leche es una localidad y pedanía española perteneciente al municipio de Níjar, en la provincia de Almería, comunidad autónoma de Andalucía, incluida por tanto en la comarca metropolitana de Almería. Esta pedanía está muy próxima a Campohermoso y al Aljibe Bermejo, siendo sus coordenadas geográficas 36° 57′ N y 2° 5′ O. Tiene 1.293 habitantes (INE, año 2010).

## Demografía
Datos de población de los últimos años, según el INE español:
Es la cuarta población del municipio de Níjar en cuanto a número de habitantes.
| Gráfica de evolución demográfica de Saladar y Leche entre 2000 y 2009 |
|                                                                       |
| Datos según el nomenclátor publicado por el INE.                      |

## Economía
Su economía se basa en la agricultura intensiva de cultivo de hortalizas en invernadero.